# Francisco de Eça
Francisco de Eça (c. 1453 - d. 1 de Agosto de 1525) foi um fidalgo, diplomata e militar português do século XVI.

## Biografia
D. Francisco de Eça era filho secundogénito de D. Garcia de Eça, e de sua primeira mulher Joana Soares de Albergaria.
Foi Embaixador a D. Fernando, o Católico, Cavaleiro da Ordem de Cristo, etc.
A 1 de Agosto de 1525, D. Francisco de Eça, Fidalgo da Casa Real, teve Provisão para receber 25.000 reais de tença com o Hábito de Cristo.
Serviu na Índia no tempo de D. João de Castro. Estava em Malaca quando os Sultões vizinhos se coligaram contra os Portugueses. O Capitão Simão de Melo confiou-lhe uma Esquadra que, pouco depois, destroçava, na Batalha Naval de Parlés, a Armada de juncos do Sultão de Achen. Pode, todavia, tratar-se dum seu homónimo, quiçá filho.
Casou com Grimaneza Casco, da qual teve um filho, D. Pedro de Eça.